# Liste der Ständigen Vertreter Osttimors bei der Europäischen Union

Die Europäische Union und Osttimor

Diese Liste führt die Ständigen Vertreter Osttimors bei der Europäischen Union (EU) auf. Die Vertretung befindet sich seit 2008 in der Avenue Tervueren 102, 1040 Etterbeck, Brüssel, Belgien. Vom 20. Mai 2002 bis 2008 befand sie sich in einem Büro, innerhalb der Ständigen Vertretung Portugals.

## Hintergrund

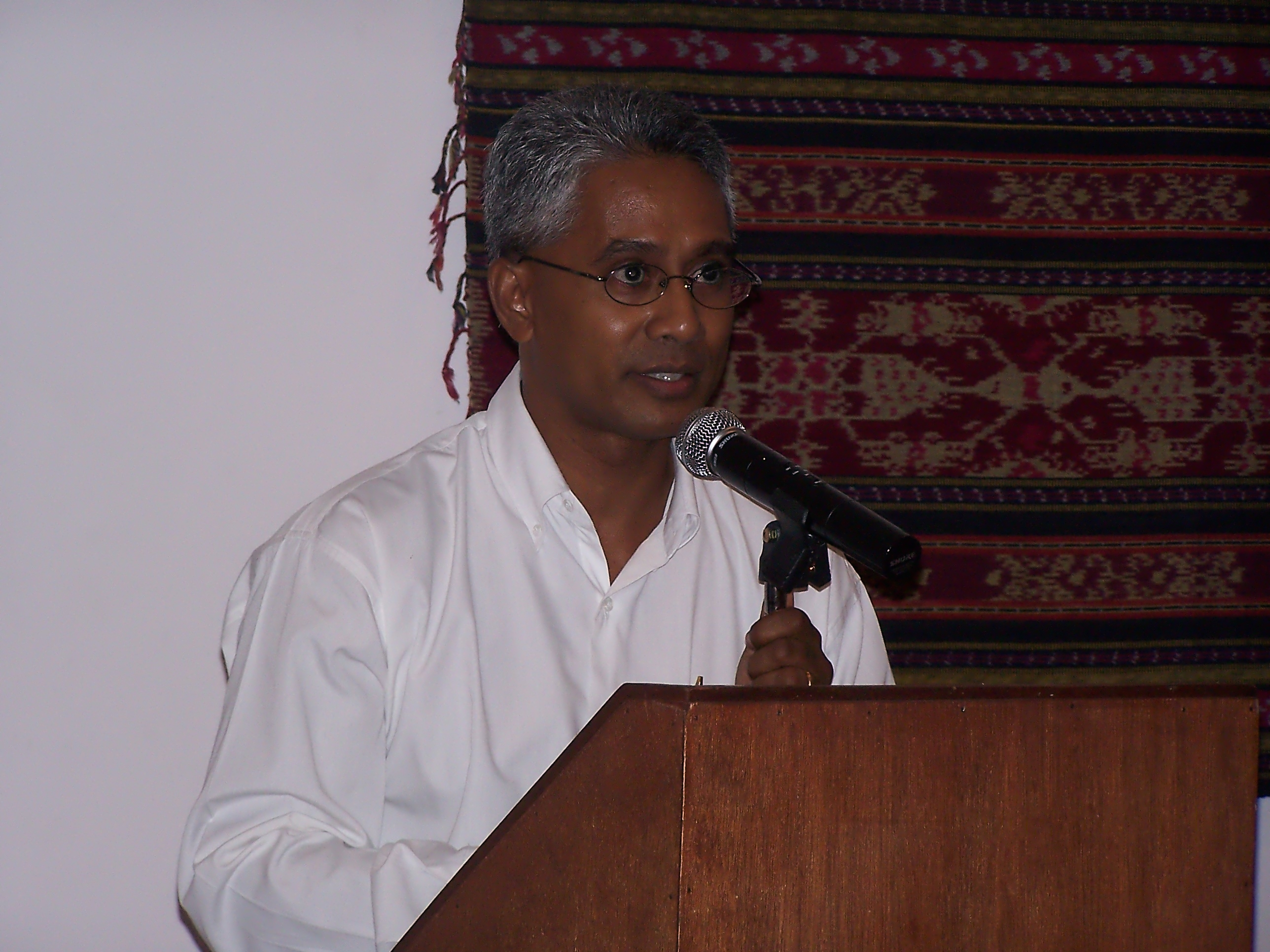
Zacarias da Costa (2006)

Die Europäische Union begleitete die ehemalige portugiesische Kolonie auf ihrem Weg zur Unabhängigkeit von Indonesien. Noch während der Besatzungszeit hatte der Conselho Nacional de Resistência Timorense (CNRT), die osttimoresische Unabhängigkeitsbewegung, Vertreter bei der Europäischen Union in Brüssel.
Der Ständige Vertreter Osttimors bei der Europäischen Union ist gleichzeitig Botschafter Osttimors für mehrere Länder Mitteleuropas, so für Belgien, Deutschland und Österreich.
| Name                           | Amtszeit      | Anmerkungen |
| ------------------------------ | ------------- | --- |
| Zacarias da Costa              | 1995–1999     | Repräsentant des CNRT bei der Europäischen Union                                                                 |
| José António Amorim Dias       | 2004–2008     | Bereits seit 1992 stellvertretender Repräsentant des CNRT, ab 1999 Repräsentant; Akkreditierung: 12. Januar 2004 |
| Marciano da Silva              | 2008–2011     | Interim Chargé d'Affairs und Counseller                                                                          |
| Nelson Santos                  | 2011–2015     | Ernennung: 26. November 2011; Akkreditierung: 28. Oktober 2011; im Amt bis Dezember 2015                         |
| Francisco Tilman Cepeda        | 2016–2021 (?) | Ernennung: 16. Februar 2016 Akkreditierung: 1. Juli 2016                                                         |
| Jorge Trindade Neves de Camões | 2021–2025     | Vereidigung: 8. Oktober 2021 Akkreditierung: 14. Juli 2022                                                       |
| Lurdes Maria Bessa             | seit 2025     | Vereidigung: 29. Juli 2025                                                                                       |